# Soldier of Fortune
Soldier of Fortune, скорочено SoF (укр. Солдат удачі; англ. Soldier of Fortune) — відеогра, шутер від першої особи, що створила компанія Raven Software і вийшов Activision 27 березня 2000 р. Ця гра створена на дещо зміненому гральному рушії id Tech 2. У 2002 р. вийшов сиквел Soldier of Fortune II: Double Helix. А вже у листопаді 2007 р. вийшла третя частина Soldier of Fortune: Payback. Спеціалісти радять брати участь у таких іграх для підтримання навичок робітникам спецслужб, тілоохоронців тощо.

## Сюжет
Гравець управляє віртуальним героєм Джоном Малінсом, членом найманої організації «The Shop». Дія гри починається вночі 22 вересня 2000 р., коли група терористів під проводом Вільгельма Декера захоплює одну зі станцій метрополітену для того, щоби підірвати там бомбу. Ситуація загострюється наявністю цивільних осіб в підземці, які стали заручниками. Переговори зі злочинцями «заходять у глухий кут». Поліція приймає рішення штурмувати метро, але переважаючі сили терористів відбивають атаку. Тоді у справу втручається «The Shop». Малінс і Парсонс проникають на станцію метро, знищують злочинців, але упускають Вільгельма.
Тієї ж ночі невідома група терористів викрадає 4 ядерні заряди з Росії. Пересування групи відстежується, і Малінс намагається перехопити бомби, коли вони перевозяться по Африці на потязі, але він виявляє лише один заряд.
«The Shop» знаходить інші бомби (перша знаходиться в Косово). Сербські терористи захоплюють американський бомбардувальник, щоби скинути заряд на війська НАТО. Малінс і Парсонс проникають до секретного ангара терористів і знищують літак із бомбою.
Наступний заряд знаходять на острові Самоти, на північ від узбережжя російського Сибіру, де базується одне з терористичних угруповань. Це завдання доводиться виконувати Малінсові одному, бо Яструб у цей же час шукає четвертий заряд. Коли Джон проникає на територію терористів, вони включають зворотний відлік запуску ядерного заряду. Малінс встигає зупинити процес і знищує базу. Яструб знаходить останній заряд, що знаходиться в Іраку. Зіткнувшись з жорстоким опором, Джон і Аарон усе ж спроможні віднайти бомбу, знешкодити її та залишити територію на викраденому літаку.
Сем Гледстоун з'ясовує, що всі чотири заряди були продані групою, що називає себе «Лад», очолювана полковником Сергієм Декером. Після продажу бомб, його можливості стали дуже великими. Сем дізнається, що Сергій є братом Вільгельма Декера і постачає зброю для його групи. Малінс вирушає на склади в Нью-Йорку, де повинна відбутися чергова передача зброї. Сам Сергій не з'являється на зустрічі, а лише надсилає своїх людей, але Шабля з'являється на місці. Джон переслідує Вільгельма на складах, а потім і в каналізації, куди Шабля йде від Малінса. Вибравшись на поверхню, терористи захоплюють розташований неподалік готель. Спільно із загоном спецпризначенців, Джон усуває бандитів, обеззброює і допитує Шаблю на даху сусідньої будівлі. Малінс дізнається, що в Судані знаходиться ракетний завод Сергія. Також Шабля згадує людину, яку називає як «Джессіка-6» й загрожує Джонові тим, що його напарника вб'ють. Малінс скидає Вільгельма з даху, і останній розбивається.
Сем робить припущення, що «Джессіка-6» є вченим, якого Декер використовує для створення зброї масового ураження.
Малінс і Парсонс вирушають до Судану, де в одній скотобійні захований ракетний завод. Пробравшись під землю, Джон знищує завод, але втрачає зв'язок з Яструбом. Але виявляється опісля, що Аарон був захоплений у полон Сергієм Декером. Малінс готовий сам стати заручником в обмін на Парсонса. Декер вимагає інформацію і Джон починає розповідати про групу, на яку працює. Сергій перериває його і вбиває Яструба. Малінс встигає вбити охоронців Декера і знищити створену «Ладом» ракету і покидає Судан.
Джон вирушає до Японії, де знаходиться фірма Суні, в якій за припущеннями «The Shop» знаходиться «Джессіка-6». У Токіо Малінс потрапляє в засідку і з боєм пробивається до споруди корпорації. Він дізнається, що Декер встиг прибути раніше. Від одного з працівників Суні, яких «Лад» тримав у заручниках, Джон дізнається, що «Джессіка-6» є не вченим, а військовим проєктом. Сергій встигає викрасти розробку і сховатися. Переслідуючи Декера, Малінс знищує вертоліт «Ладу», що прикриває відхід свого лідера. У збитій машині «The Shop» знаходить інформацію про зв'язки Декера з іракським генералом Аму. Джон вирушає на пошуки останнього. Виявивши Аму, Малінс дізнається у генерала, що «Джессіка-6» — це проєкт нейтронної бомби. Аму розповідає, що продавав «Ладові» уран, який зберігався на його секретному заводі. Джон запитує про місце-знаходження Декера, але раптово з'явився вертоліт «Ладу», вбиває генерала.
У Малінса залишається одна зачіпка — завод Аму. Прибувши на місце, Джон знаходить інформацію про останнє постачання до Німеччини. Знищивши завод, Малінс покидає Ірак.
Зібравши всі деталі разом, «The Shop» знаходить відомості про замок у Німеччині, який нещодавно був куплений, де за підозрами організації знаходиться штаб-квартира «Лади».
Малінс вирушає туди і вступає в сутичку з людьми Декера. Під замком Джон знаходить добре обладнану базу терористів. «Орден» уже втілив проєкт «Джессіка-6» у реальність, і Малінс змушений був діяти швидко, щоб запобігти вилітанню ракети. Знищивши систему запуску, Джон переслідує Декера, доки не «затискає його в глухому куті» — величезному залі, з якого є тільки один вихід.
Декер напускає на Малінса своїх останніх людей, але це йому не допомагає. Залишившись один, Сергій намагається вбити Джона встановленими в залі автоматичними кулеметами, але зазнає поразки. Малінс повертається до Нью-Йоркуу. Але замість довгоочікуваної відпустки, отримує завдання в Південній Америці, що є початком сиквела «Soldier of Fortune II: Double Helix».

## Проходження
Гра заснована на виконанні ігрових місій зі знищенням віртуальних терористів та порятунку від них заручників. Перед кожним новим завданням, крім перших двох, гравець може вибрати зброю і спорядження для свого віртуального героя. У процесі гри додається на вибір нове озброєння і нові речі для віртуального виживання.

## Персонажі
- Джон Малінс (англ. John F. Mullins) — головний віртуальний герой, як найманець він працює на антитерористичну організацію «англ. The Shop».
- Аарон «Яструб» Парсонс (англ. Aaron «Hawk» Parsons) — напарник і старий друг Джона. Є найдосвідченішим найманцем організації «The Shop».
- Сем Гледстоун (англ. Sam Gladstone) — член «The Shop». Сем не бере участі в оперативних діях, через свій похилий вік, але його досвід допомагає йому розробляти плани майбутніх операцій. Також, він проводить екіпірування Джона та Аарона.
- Вільгельм «Шабля» Деккер (англ. Wilhelm «Sabre» Dekker) — лідер однієї з терористичних організацій.
- Сергій Декер (англ. Sergei Dekker) — лідер терористичної організації «Лад». Брат Вільгельма Декера.
- Мохамед Аму (англ. Mohammed Amu) — іракський генерал, що став терористом. Постачає уран для Сергія Декера.

## Спорядження
- Кевларовий бронежилет — на відміну від багатьох інших ігор, у «SoF» здоров'я головного героя не убуває, поки не вийде з ладу бронежилет, крім випадків падіння з великої висоти, опіків або поранень з дуже потужного зброї.
- Прилад нічного бачення(ПНБ)
- Польова аптечка — переносне знаряддя першої медичної допомоги, одночасно можна нести лише два комплекти.
- Засліплююча граната — створює яскравий спалах для тимчасового осліплення противника. Одночасно можна нести тільки 6 гранат.
- Осколкова граната — ця зброя здатна заподіювати великі пошкодження площею до 10-и метрів. Вибухає через 4 секунди після кидання. Одночасно можна нести 6 осколкових гранат.
- Пластид — вибухівка, яку можна встановити на вертикальній поверхні. Має затримку на 3 секунди. Одночасно можна нести 4 заряди.